# برونسبک
برونسبک (به آلمانی: Brunsbek) یک شهر در آلمان است که در Stormarn واقع شده‌است. برونسبک ۱٬۶۱۹ نفر جمعیت دارد.